# Snorri Þorgrímsson
Snorri Þorgrímsson, detto Snorri Goði (norreno: "Snorri il Sacerdote") (963 – 1031), fu un importante capo dell'Islanda Occidentale, principalmente nella penisola di Snæfellsnes.
Appare nella Njáls saga, nella Laxdæla saga e nella Eyrbyggja saga, in cui è il personaggio principale. Snorri era il nipote di Gísli Súrsson, protagonista della Gísla saga. Suo padre era Þorgrímr Þorsteinsson, ucciso proprio da Gísli prima della nascita di Snorri.

## Biografia

### Infanzia
Þorgrímr Þorsteinsson era cognato di Gísli Súrsson, con il quale aveva lasciato la Norvegia alla volta dell'Islanda, ed era sposato con Þordís, sorella di Gísli Gísli lo uccise per vendicare la morte dell'altro cognato, Vesteinn, omicidio che gli valse il bando per dieci anni. Þorgrímr e Þordís ebbero un figlio, anch'egli chiamato Þorgrímr, ma nelle saghe si dice che fin da bambino aveva un carattere scontroso, perciò il suo nome venne cambiato in Sneirr o Snorri.
Snorri fu adottato da Þorbrandr, che viveva nel fiordo Alftafjörður. All'età di quattordici anni partì alla volta della Norvegia per commerciare, insieme ai fratelli adottivi (Þorleif Kimbi e Þoroð).
Dopo essere tornati, Snorri andò a Helgafell, da sua madre e il marito di lei. Þordís infatti aveva sposato Börkur, fratello di minore di Þorgrímr, che quindi era zio di Snorri. Snorri, giunto a Helgafell, chiese a Börkr di concedergli la sua parte di eredità, ma lui rifiutò di spartire Helgafell. Börkur voleva che Snorri pagasse quella parte e gli chiese sessanta once d'argento. Grazie ai profitti ricavati in Norvegia, Snorri pagò e comprò l'intera proprietà; sua madre divorziò da Börkur, che fu costretto a lasciare Helgafell.

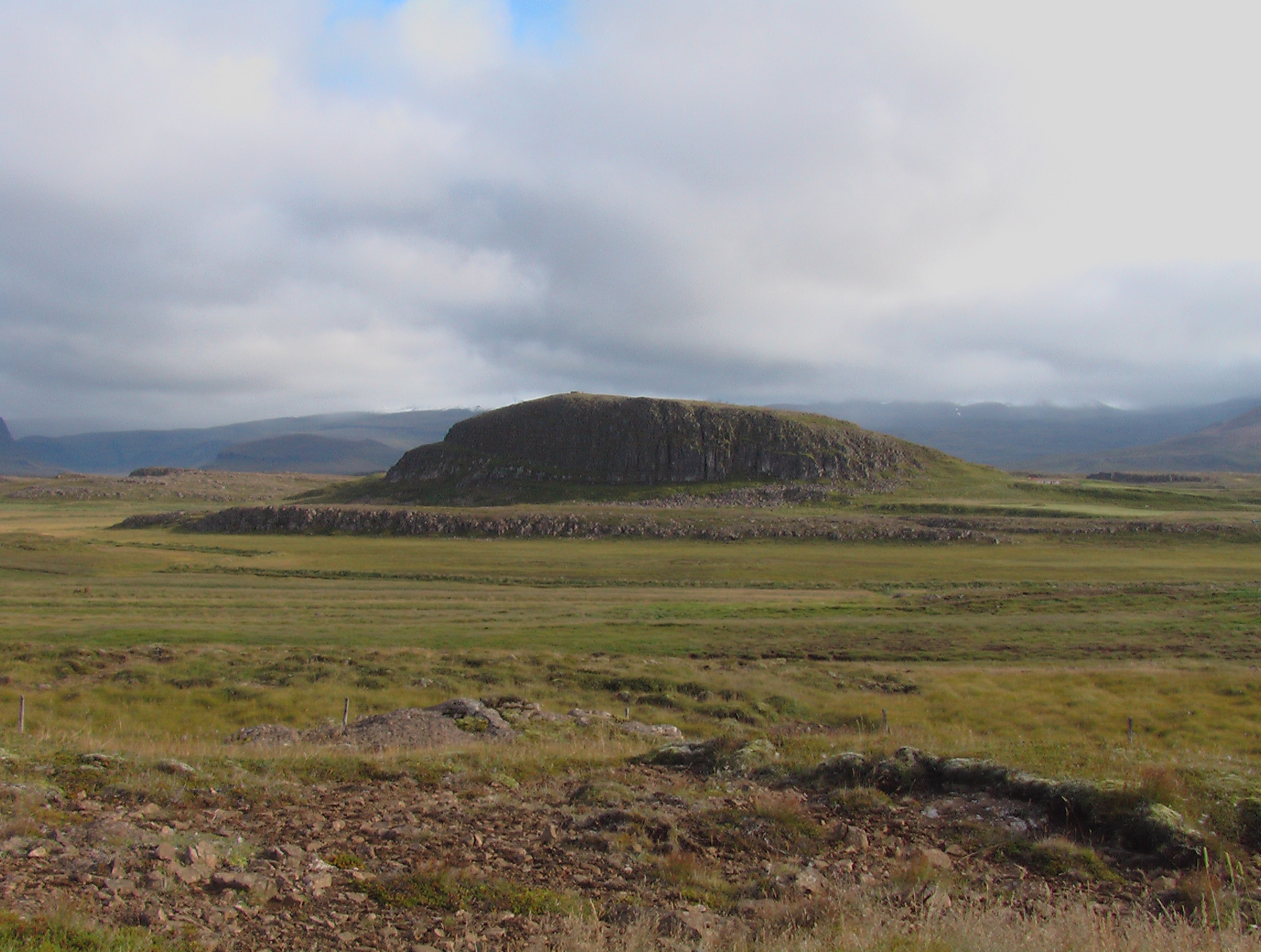
Helgafell, dove si trovava la sede di Snorri Goði

Nell'Eyrbyggja saga viene detto che Börkur si diresse a ovest, a Meðalfellsströnd e fu il primo abitante di Barkarstaðir; poi andò a vivere a Gleráskóga dove visse fino a tarda età.

## Faida con Arnkell Goði
La sorellastra di Snorri e figlia di Börkur, Þorriðr (Thurid o Turid), aveva sposato Þorbjörn il Grosso, il quale accusò Geirríðr, sorella del goði Arnkell, di aver stregato suo figlio Gunnlaug. Il caso arrivò all'assemblea di Þorsness, dove Snorri prese le parti di suo cognato Þorbjörn; Arnkell Goði invece difendeva Geirríðr. Una giuria di dodici uomini avrebbero dovuto dare il verdetto del processo. Tuttavia, né Snorri né Arnkel furono ritenuti idonei per testimoniare, per via della parentela tra parti in causa e difensori. Geirríðr fu prosciolta dall'accusa.
Più tardi, Þorbjörn accusò Þórarinn il Nero, figlio di Geirríðr, del furto dei suoi cavalli. A quel punto, tra le due parti si ingaggiò una battaglia in cui Þorbjörn morì. Snorri portò Þórarinn al þing e riuscì a farlo condannare all'esilio. Þorarinn divenne un fuorilegge.

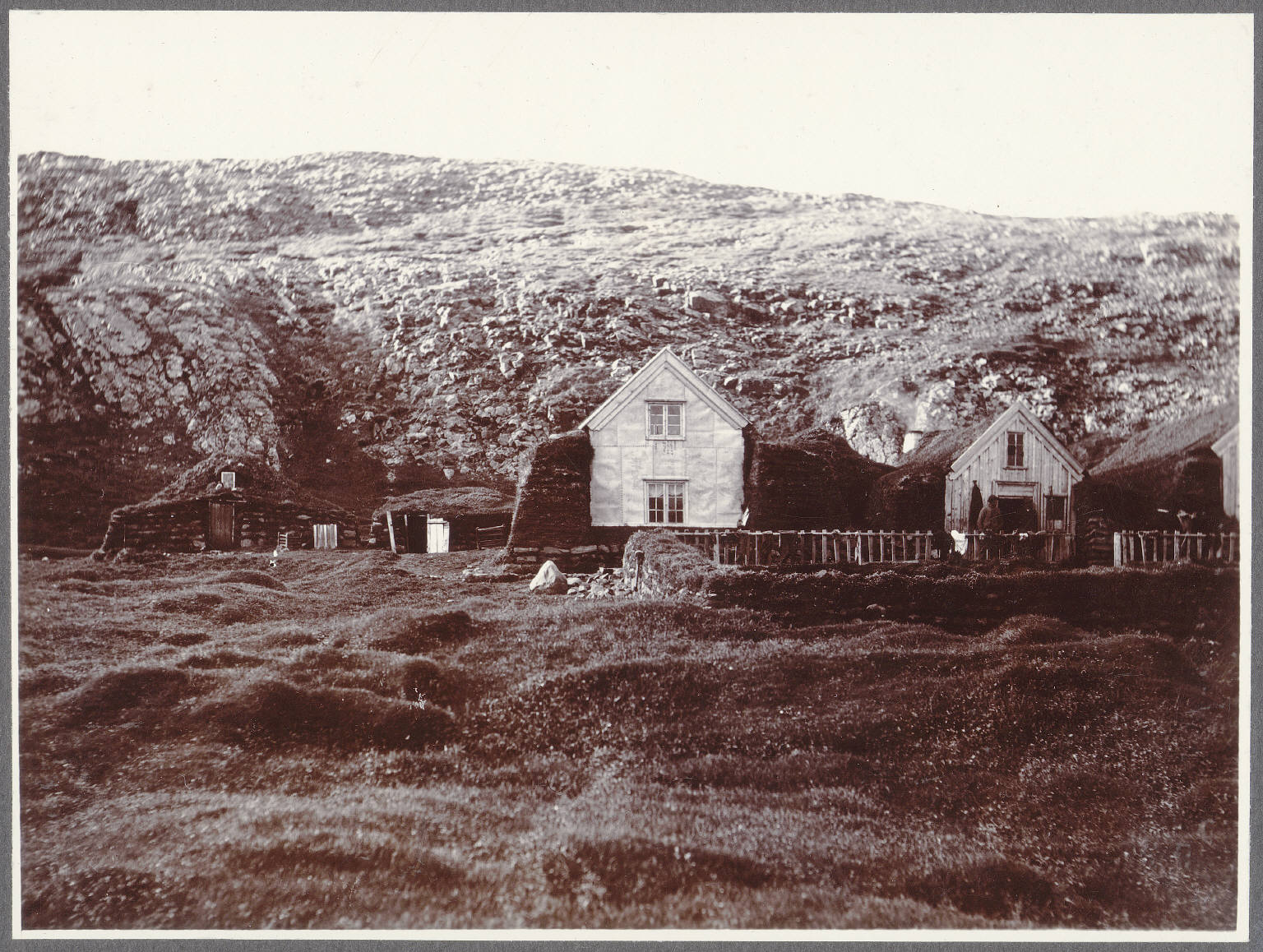
Fotografia di una fattoria ai piedi di Helgafell

Snorri ebbe molte altre dispute con Arnkell, finché Snorri e i fratelli adottivi non attaccarono la fattoria di Arnkell e lo uccisero mentre era al lavoro. In seguito a questa azione, soltanto Þorleif Kimbi venne condannato come fuorilegge.

## Altre faide
Snorri aveva combinato un matrimonio tra la sorellastra Þorriðr e Þoroddur, un mercante che possedeva una nave e commerciava a Dublino (Dyflinn) e in tutta Irlanda. Con il matrimonio, lei e Þoroddur andarono a vivere a Froðá, dove Þorriðr ebbe come amante Björn Ásbrandsson. A un banchetto, Snorri tentò di uccidere Björn, che però riuscì a scappare.

## Discendenza
Snorri ebbe diverse figlie con le quali fece una politica di alleanza matrimoniale con altre importanti famiglie. Tra queste si ricordano:
- Sigrid, data in sposa a Brand Vermudsson il Generoso e poi a Kolli figlio di Þormod Þorlaksson
- Unn,  data in sposa a Killer-Bardi e poi a Sigurd Þorisson dell'isola di Bjark
- Hallbera, data in sposa a Þord figlio di Sturla Thjodreksson
- Þordis, data in sposa a Bolli Bollason, uno dei protagonisti della  Bollaþáttr e della Laxdœla saga